# Rodriguezia villalobosi
Rodriguezia villalobosi är en kräftdjursart som först beskrevs av Rodríguez och Estevan Manrique 1966.  Rodriguezia villalobosi ingår i släktet Rodriguezia och familjen Trichodactylidae. IUCN kategoriserar arten globalt som otillräckligt studerad. Inga underarter finns listade i Catalogue of Life.